# ユセフ・モハマド
ユーセフ・ワーセフ・モハマド（Youssef Wasef Mohamad、1980年7月1日 - ）は、レバノンの首都・ベイルート出身の元サッカー選手。現役時代のポジションはDF（センターバック）。

## 経歴
初期の経歴
サファSCの下部組織からトップチームに昇格し、2002年にオリンピック・ベイルートに移籍した。2000年に設立された新興クラブであるオリンピック・ベイルートでは移籍2年目に国内リーグと国内カップの2冠を達成した。
ブンデスリーガ挑戦
2004年、代表のチームメイトで前年からSCフライブルクに所属していたロダー・アンタルの推薦により、ドイツ・ブンデスリーガ（1部）のSCフライブルクに移籍した。2004-05シーズン終了後にツヴァイテリーガ（2部）降格となったが、モハマドはチームに残留し、2005-06シーズンと2006-07シーズンもSCフライブルクでプレーした。2006年9月22日のSpVggグロイター・フュルト戦でブンデスリーガ初得点を含む2得点を挙げた。
2007年7月17日、ツヴァイテリーガの1.FCケルンと契約し、2007-08シーズンの1.FCケルンはツヴァイテリーガで3位となり、ブンデスリーガ昇格を決めた。2007年12月にはキッカー紙によってツヴァイテリーガの最優秀ディフェンダー部門の2位に選ばれている。2010年1月17日のボルシア・ドルトムント戦では、チームメイトのDFケヴィン・マッケンナの同点ゴールの後にブンデスリーガ初得点となる逆転ゴールを決めた。そのすぐ後にズボニミール・ソルド監督によってクラブのキャプテンに指名され、ブンデスリーガのクラブのキャプテンになった初のアジア人選手・中東出身選手となった。2010-11シーズン開幕戦のカイザースラウテルン戦ではレッドカードを受けて一発退場となり、3試合の出場停止処分を受けた。
2011年8月20日、アル・アハリ・ドバイへ移籍。

### 代表
2000年、20歳のモハマドは初めてレバノン代表に招集され、AFCアジアカップ2000に出場した。10月12日に行われたグループリーグ初戦のイラン戦に先発出場し、フル出場したが0-4で敗れた。10月15日のイラク戦はAbbas Chahrourとの交代で89分から途中出場し、2-2で引き分けた。10月18日のタイ戦には起用されず、1-1で引き分けたためグループリーグ敗退に終わった。2004年11月から2005年8月までは代表キャプテンを務めたが、その後、レバノンサッカー協会とレバノン代表監督に強く批判され、批判的な態度を改めるまで出場停止処分を受けた。

## 個人成績
2010年7月1日時点
| シーズン | クラブ                   | ディビジョン | 出場 | 得点 |
| -------- | ------------------------ | ------------ | ---- | ---- |
| 1999-00  | サファSC                 | 1部          | ??   | ??   |
| 2000-01  | サファSC                 | 1部          | ??   | ??   |
| 2001-02  | サファSC                 | 1部          | ??   | ??   |
| 2002-03  | オリンピック・ベイルート | 1部          | ??   | ??   |
| 2003-04  | オリンピック・ベイルート | 1部          | 07   | 01   |
| 2004-05  | SCフライブルク           | 1部          | 29   | 0    |
| 2005-06  | SCフライブルク           | 2部          | 27   | 01   |
| 2006-07  | SCフライブルク           | 2部          | 31   | 08   |
| 2007-08  | 1.FCケルン               | 2部          | 31   | 05   |
| 2008-09  | 1.FCケルン               | 1部          | 29   | 02   |
| 2009-10  | 1.FCケルン               | 1部          | 20   | 02   |
| 2010-11  | 1.FCケルン               | 1部          | 27   | 02   |
| 2011-12  | アル・アハリ・ドバイ     | 1部          | 13   | 03   |
| 2012-13  | アル・アハリ・ドバイ     | 1部          | 22   | 02   |

## タイトル
オリンピック・ベイルート
- レバノン・プレミアリーグ - 2003
- レバノン・FAカップ - 2003

1.FCケルン
- ツヴァイテリーガ3位 – 2007-2008

アル・アハリ・ドバイ
- UAEリーグカップ - 2011-2012
- UAEプレジデントカップ - 2012-2013